# Липовка (Ленинградская область)
Липовка (до 1948 года Ханнила, фин. Hannila) — посёлок в Каменногорском городском поселении Выборгского района Ленинградской области.

## Название
Зимой 1948 года по решению сессии Ханнильского сельсовета деревне Ханнила было присвоено наименование Липовка. Переименование было закреплено указом Президиума ВС РСФСР от 1 октября 1948 года.

## История
В начале XX века в деревне был построен молочный завод.

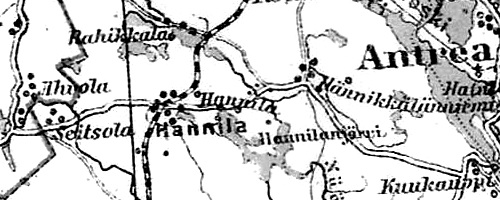
Деревня Ханнила на финской карте 1923 года

До 1939 года деревня Ханнила входила в состав волости Антреа Выборгской губернии Финляндской республики.
С 1 января 1940 года — в составе Карело-Финской ССР.
С 1 июля 1941 года по 31 мая 1944 года финская оккупация.
С 1 ноября 1944 года — в составе Ханнильского сельсовета Яскинского района.
С 1 октября 1948 года учитывается административными данными как деревня Липовка в составе Липовского сельсовета Лесогорского района. 
С 1 декабря 1960 года — в составе Выборгского района.
В 1961 году население деревни составляло 266 человек. 
По данным 1966 и 1973 годов посёлок Липовка входил в состав Липовского сельсовета и являлся его административным центром.
По данным 1990 года посёлок Липовка входил в состав Возрожденского сельсовета.
В 1997 году в посёлке Липовка Возрожденской волости проживал 71 человек, в 2002 году — 78 человек (русские — 92 %).
В 2007 году в посёлке Липовка Каменногорского ГП проживали 45 человек, в 2010 году — 59 человек.

## География
Посёлок расположен в северной части района на автодороге 41К-418 (Дружноселье — Перевозное).
Расстояние до административного центра поселения — 24 км. Расстояние до районного центра — 34 км.
В посёлке расположена железнодорожная станция Ханнила. 
Посёлок находится на северном берегу озера Липовское.

## Демография
| 2007 | 2010 | 2017 | 2021 |
| ---- | ---- | ---- | ---- |
| 45   | ↗59  | ↘41  | ↗91  |

## Улицы
1-й Озёрный тупик, 2-й Озёрный тупик, Воскресенский проезд, Лесной проезд, Липовский проезд, Липовый проезд, Мастеров, Соколиный проезд.